# Trubbhättemossa
Trubbhättemossa (Orthotrichum obtusifolium) är en bladmossart som beskrevs av Bridel 1801. Trubbhättemossa ingår i släktet hättemossor, och familjen Orthotrichaceae. Arten är reproducerande i Sverige. Inga underarter finns listade i Catalogue of Life.

## Bildgalleri

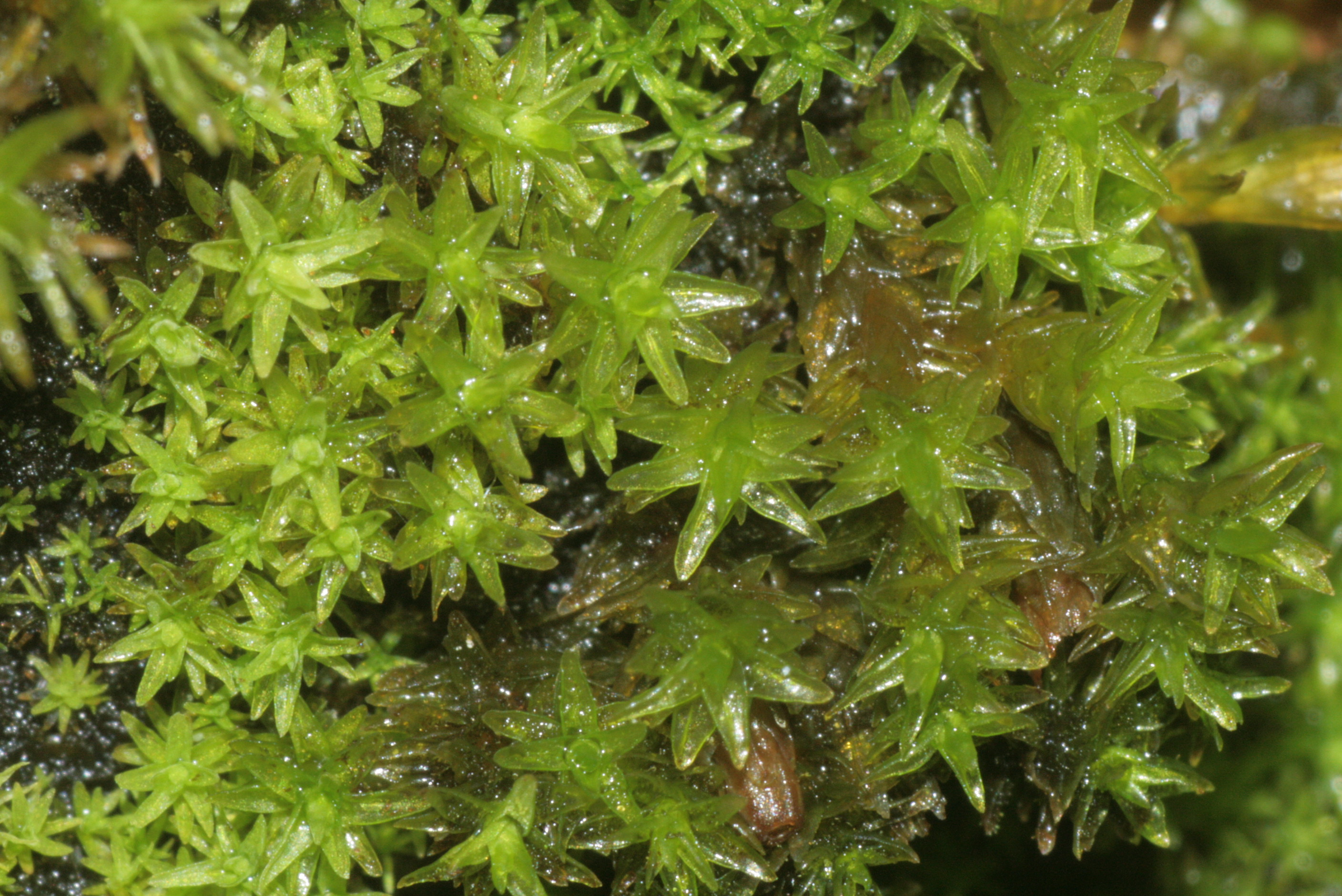
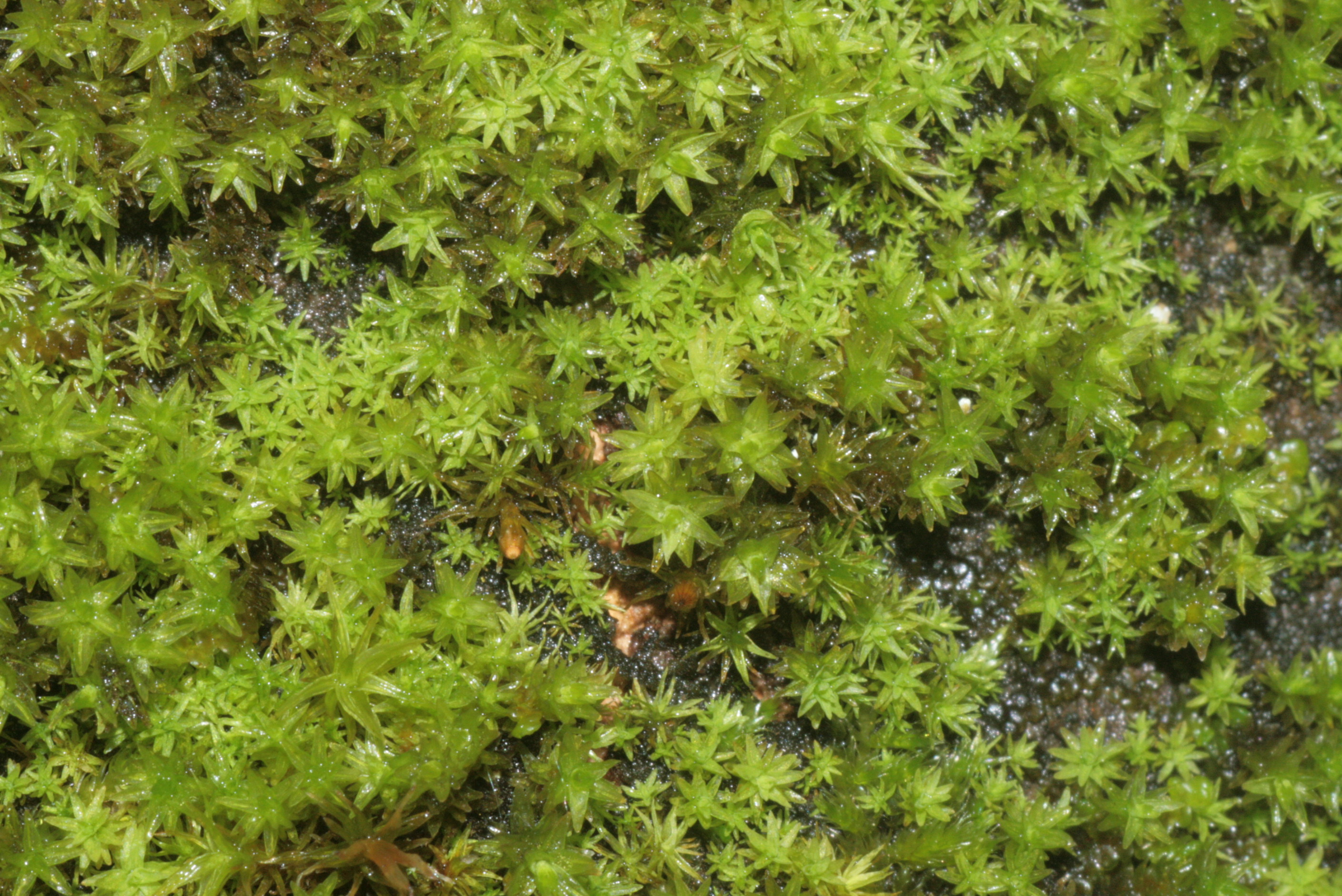
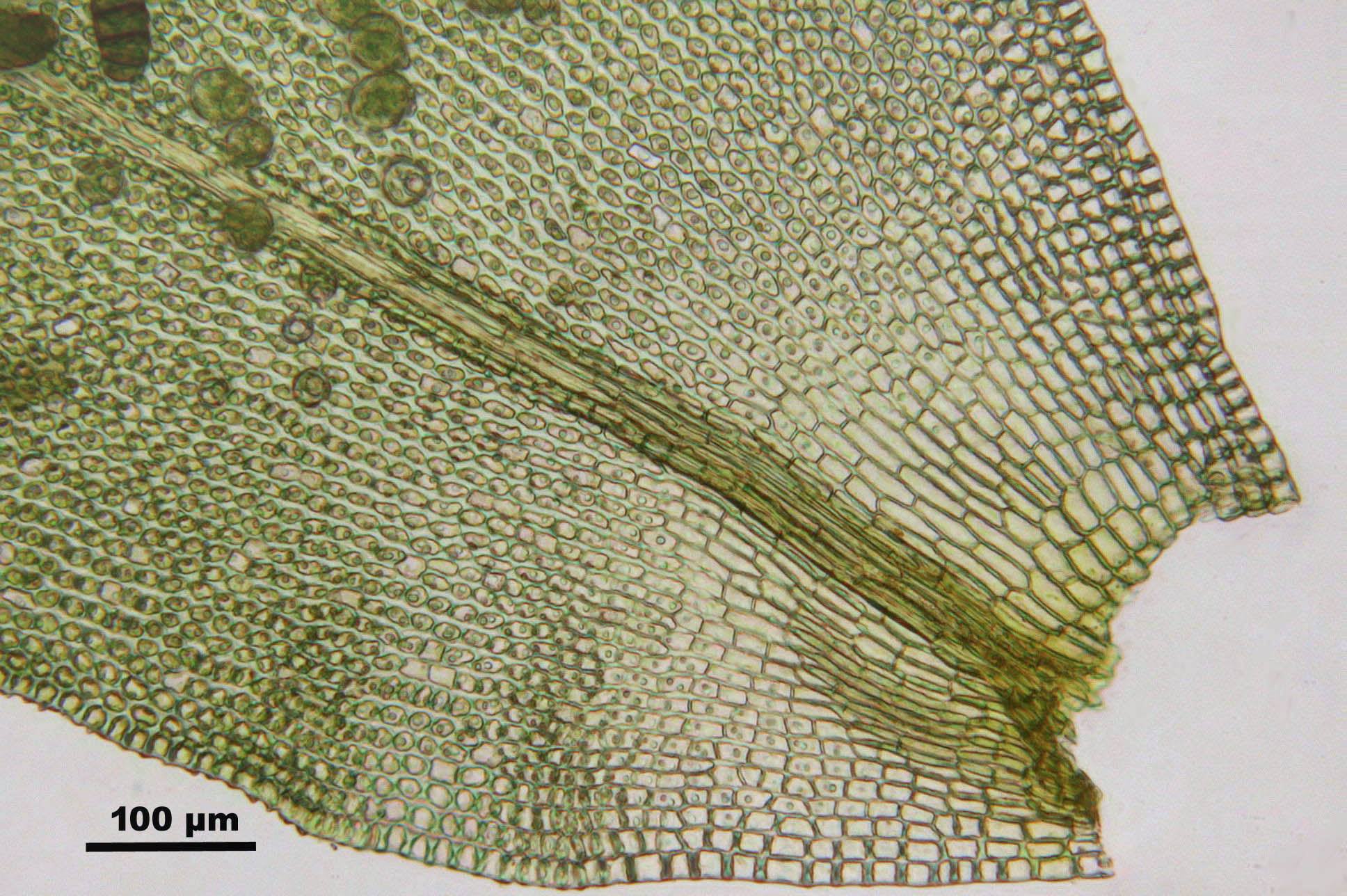
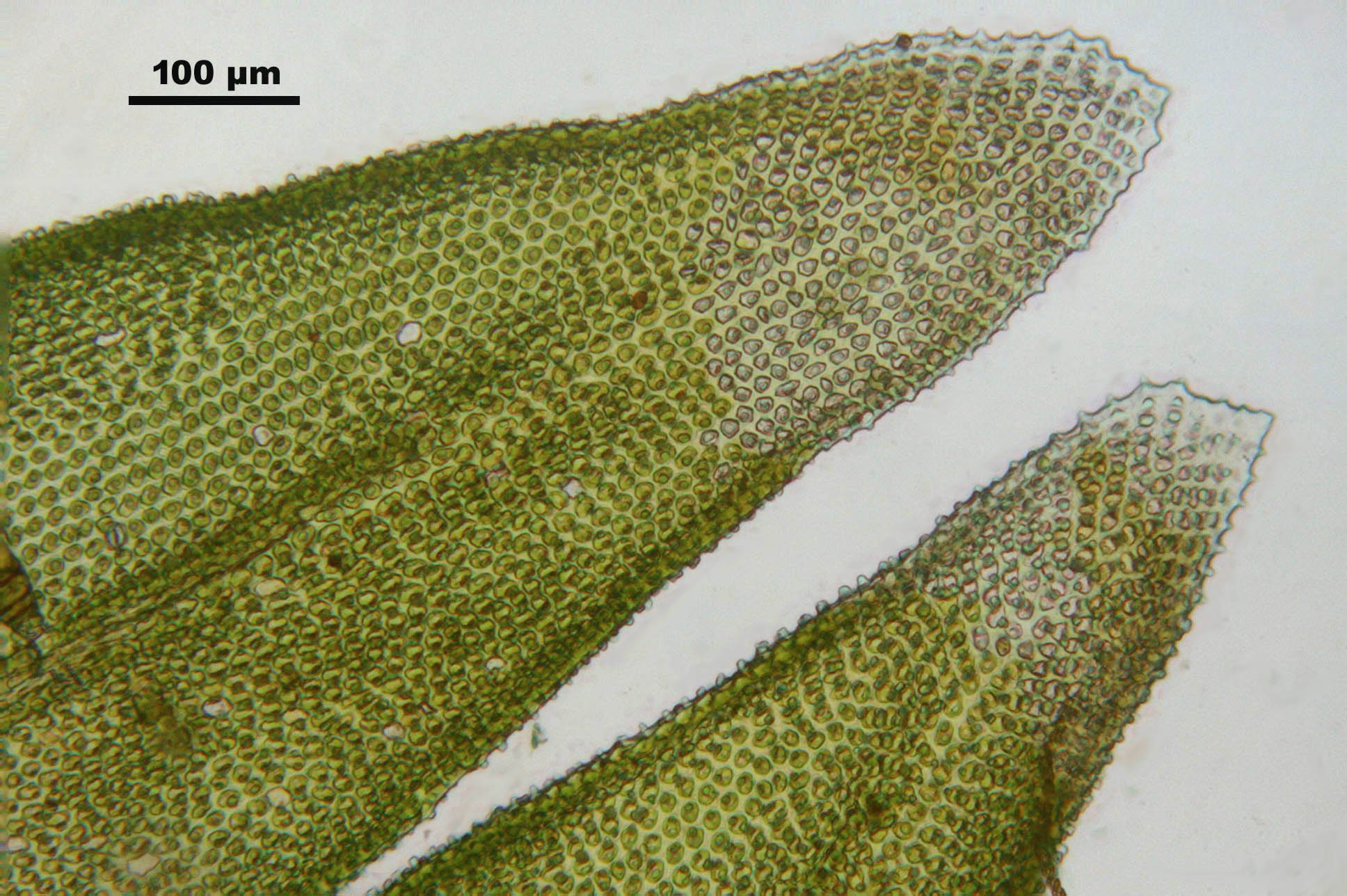